# Giật gân (thể loại)

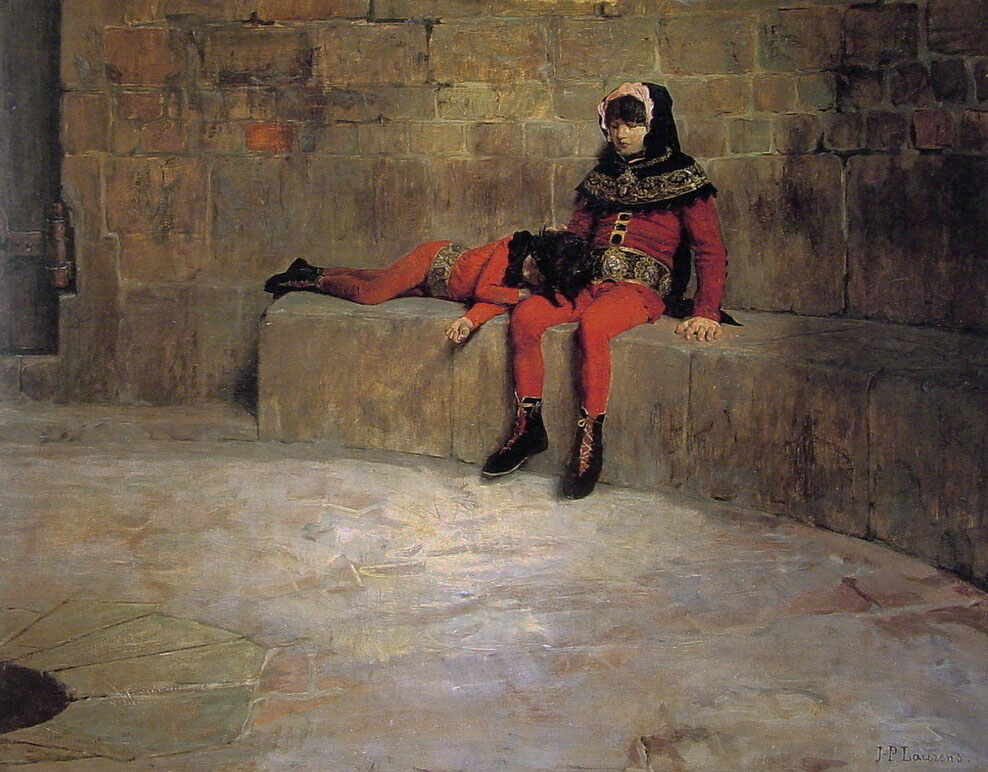
Tình tiết thường thấy trong các phim, truyện thuộc thể loại kịch tính: Con tin bị bắt cóc (bức tranh Hostages năm 1896 của Jean-Paul Laurens)

Giật gân là một thể loại nghệ thuật trong các lĩnh vực văn học, truyền hình, điện ảnh và sân khấu. Loạt tình tiết trong các tác phẩm thuộc thể loại này thường được xây dựng với những yếu tố tạo cảm giác bất ngờ, hồi hộp, sợ hãi hay lo lắng cho khán giả.